# Памятник рунопевцам
Па́мятник рунопе́вцам (фин. Runonlaulajapatsas) (иногда называемый памятником Петри Шемейкке) — памятник работы скульптора Алпо Сайло, установленный на площади Вяйнямёйнена в Сортавале, Республика Карелия. Памятник посвящён карельским рунопевцам, образ рунопевца, изображённого в монументе является собирательным, но сделан скульптором с Петри Шемейкки, одного из последних представителей рунопевческой династии из Суйстамо.

## Название
Официальное название памятника, указанное как в финских, так и в русских источниках — «Памятник Рунопевцам» (фин. Runonlaulajapatsas), но некоторые авторы называют его «Памятник Петри Шемейкке» по имени рунопевца, ставшего моделью для монумента.

## История
Скульптор Алпо Сайло в 1908 году встретился с известным карельским рунопевцем Петри Шемейккой (1825—1915), который на тот момент уже находился в преклонном возрасте и потерял зрение. Сайло сделал несколько фотографий и нарисовал портреты рунопевца. В 1916 году, через год после кончины Шемейкки, Сайло предложил установить ему памятник, но средств на это не нашлось.
В 1926 году в Сортавале прошёл Всефинляндский песенный праздник, весь доход от которого был направлен на создание памятника рунопевцам. В том же году юрист и государственный деятель Карл Густав Берг завещал 25 000 финляндских марок для той же цели.
В 1927 году Элиэль Вартайнен сообщил Сайло в письме, что финансирование на памятник рунопевцам найдено, но скульптор ещё не определён. Вартайнен предложил скульптору поучаствовать в конкурсе, и Сайло в итоге получил заказ. В своей мастерской он создал гипсовую модель, по которой в дальнейшем была отлита бронзовая скульптура.
Памятник был открыт 20 июня 1935 года в рамках празднования столетия первого издания эпоса «Калевала» и проводившегося в честь этого события очередного Всефинляндского праздника песни. Планировка треугольного сквера вокруг монумента была выполнена архитектором Уно Ульбергом и парковым архитектором Бенгтом Шалиным.
- Петри Шемейкка (1907)
- Церемония открытия памятника (1935)
- Народные гуляния на площади с воздуха (1935)

Постановлением Совета Министров РСФСР от 30 августа 1960 года монумент был признан памятником монументального искусства и поставлен под государственную охрану как объект культурного наследия государственного значения. После распада СССР статус был изменён на объект культурного наследия России федерального значения, он был зарегистрирован в ЕГРОКН 7 октября 2015 года.

## Описание
Скульптура установлена в центре треугольного сквера площади Вяйнямёйнена в Сортавале. Она стоит перед зданием Банка Финляндии, будучи обращённой к нему спиной, а лицом — к пересечению улиц Ленина и Карельской. Бронзовая скульптура на гранитном постаменте имеет общую высоту 4 м и изображает сидящего на покрытом лосиной (по другим данным — медвежьей) шкурой кресле пожилого мужчину в традиционной летней карельской верхней одежде. Голова бронзового рунопевца обнажена, длинные волосы и борода ниспадают на плечи и грудь, лицо имеет спокойное, вдохновенное выражение. Он приготовился играть на кантеле, лежащем у него на коленях, — и его руки занесены над струнами.
Образ рунопевца является собирательным, несмотря на то, что создан он на основе Петри Шемейкки.
- Памятник в 1939 году
- Памятник в 1944 году